# ギルバート・グレイプ
『ギルバート・グレイプ』（原題：What's Eating Gilbert Grape）は、1993年のアメリカ映画。ピーター・ヘッジズの同名小説の映画化。レオナルド・ディカプリオが第66回アカデミー賞にノミネートされた。

## ストーリー
ギルバートは、食料品店で働きながら重い知的障害を持つ弟アーニー、夫の自殺から17年間も家から出ず、過食で極度に肥満した母ボニー、そして2人の妹たちとの生活を支える。アイオワ州の小さな町を生まれてから一度も出たことがないギルバートは、家族を置いて自分だけ町を出るわけにも行かず悶々としながら日々を送る。次の日曜日に行うアーニーの誕生日パーティーの役割を家族で話し合うがゴタゴタしてしまいギルバートも気が滅入る。ギルバートは食料店の馴染み客の人妻と大人の“火遊び”をしたり、ボニーの肥満体型を見たがる子供を手伝い窓から見せて心のバランスを保とうとする。
ある時ギルバートが目を離したすきにアーニーが町の給水塔によじ登ってしまい、以前にも同じことがあったため兄として警察から警告を受ける。そんな時ギルバートは、キャラバンを組んで全米を放浪する途中でトレーラーが故障し、ギルバートの町にしばらくとどまることになった少女・ベッキーと出会う。ギルバートはある時はベッキーと数時間に渡って様々な会話をしたり、ある時はアーニーと3人で遊ぶなどして交流を深めていく。ベッキーから願い事を聞かれたギルバートは「僕は、いい人になりたい」と本音で語り、その後人妻との関係にピリオドを打つ。
そんな中アーニーが再び給水塔に登って騒動を起こして留置場に入れられた。彼を助けるため家族と共に7年ぶりに家から出るボニー。無事アーニーを連れて帰ることになったが、見違えるほど太ったボニーの姿を見に留置場前に集まった人々の失笑と好奇の目に晒されてしまう。このことは家族全員がショックを受け、ボニーは自宅の庭で開かれるアーニーの誕生日パーティーについて、招待客にも顔を出さず室内で過ごすと伝える。
誕生日パーティーの前夜、ギルバートが買ってきた誕生日ケーキをアーニーが勝手につまみ食いしたため、カッとなってつい弟に手をあげてしまう。その後ベッキーと会って冷静さを取り戻したギルバートは父の自殺で母が引き篭もった事情を打ち明け、2人で体を寄せ合い朝を迎える。誕生日パーティーが行われる中アーニーと和解したギルバートは、1人で2階にいた母にも謝罪すると逆に不甲斐ない母になったことを謝罪される。その後ギルバートは、この日で町を去るベッキーにたった数日間だけだったが一緒に過ごせたことを感謝し、アーニーと2人で彼女を送り出す。
誕生日パーティーの後にベッドで亡くなっているボニーを見つけるアーニー。巨体のボニーを運び出すにはクレーンが必要かもしれず、野次馬が集まる事が予想された。母親を笑い者にしないために家に火を付け、遺体ごと燃やすギルバート。長女は町で仕事を見つけて妹を引き取り、ギルバートとアーニーはベッキーのトレーラーで町から旅立った。

## 登場人物
ギルバート・グレイプ
演 - ジョニー・デップ、日本語吹替 - 宮本充
グレイプ家の次男。ただし、長男は既に独立しており父親は亡くなっているため、事実上は一家の大黒柱。普段は小さな食料品店であるラムソンの店で働く。家族からは頼りにされており、特に障害を持つアーニーとは多くの時間を共に過ごし面倒を見ている。家族の世話に追われる日々に自分の将来の夢を考える余裕もなく、精神的にも肉体的にも家や小さな町に縛られる生活を送る。
アーニー・グレイプ
演 - レオナルド・ディカプリオ、日本語吹替 - 草尾毅
グレイプ家の三男、ギルバートの弟。知的障害がある青年で、作中で18歳の誕生日を迎える。家のそばの大きな木などの高い所に登るのが好き。また、隠れんぼが好きでいつも木の上に登っては、家族が自身を探す様子を楽しんでいる。バッタを数匹飼っている。障害の影響なのかは不明だが、ときどき自分が耳にして気に入った単語を何度も繰り返すことがある。ギルバートに一晩中風呂に放置されてから水を怖がるようになり、川などにも入らない。
ベッキー
演 - ジュリエット・ルイス、日本語吹替 - 日野由利加
個性的な価値観を持った若い女性。両親が幼い頃に離婚し、2人の間を行ったり来たりあちこちの土地に引っ越しを繰り返しながら育てられる。出会ったアーニーともすぐに打ち解け、ギルバートに新しい風を吹きこむような存在となる。

### ギルバートの家族
ボニー・グレイプ
演 - ダーレン・ケイツ、日本語吹替 - 秋元千賀子
ギルバートの母。17年前に最愛の夫を自殺で亡くしたショックから食べ続けてしまうようになり、かなりの肥満体型となる。その後、7年前から家から一歩も出ない生活をしている。普段は暗く大人しい性格だが、時々感情が高ぶってしまうことがある。夫が突然亡くなったことが原因で、このような心身状態になったことを本人も悩んでいる。ギルバートによると若い頃は、町一番の美人だったとのこと。
エイミー・グレイプ
演 - ローラ・ハリントン、日本語吹替 - 松岡ミユキ
ギルバートの姉。心身ともに疲れている母親の代わりに日常の家事を担っている。以前は小学校の食堂に勤務していたため、料理はそれなりに得意。
エレン・グレイプ
演 - メアリー・ケイト・シェルハート、日本語吹替 - 岡村明美
ギルバートの妹。高校1年生。反抗期でイライラしていることが多く、ちょっとしたことで突っかかったりするなど言動が荒い。所属するブラスバンドではトランペットを担当。
ギルバートの父
作中では既に故人。17年前に自宅の地下室で自殺している。ギルバートによると生前は大人しい性格で、あまり感情を表に出すタイプではなかったとのこと。亡くなった時も遺書はなく、悩んでいる素振りもなかったため家族にとっては突然の別れとなっており、原因については触れられていない。ただ時期的にはアーニーが重い障害を持っていることが発覚し、さらに次の子（エレン）の妊娠が明らかになった頃にあたると思われる。

### その他
タッカー
演 - ジョン・C・ライリー、日本語吹替 - 佐久田修
ギルバートの友人。電化製品の修理や、日曜大工的な作業などの仕事を細々とやっている。『バーガー・バーン』というハンバーガー屋がお気に入りで、町に新しく店ができると知り求人募集に応募する。
ボビー・マクバーニー
演 - クリスピン・グローヴァー、日本語吹替 - 水野龍司
ギルバートの友人。葬儀屋らしき仕事をしている。仕事柄か死体に触れる機会が多く、ギルバートとタッカーとの会話も死体に関する話が多い。プライベートでも霊柩車に乗る。
ベティ・カーヴァー
演 - メアリー・スティーンバージェン、日本語吹替 - 宗形智子
ケン・カーヴァーの妻。ラムソンの店からギルバートに買い物の配達を依頼し、家に訪れた際にキスをするなどの浮気行為をする。小学生ぐらいの男の子2人の母親。
突然の事故で夫であるケンを亡くすが、状況からベティによる他殺ではと疑われるようになり、子供を連れて町を出て行く。
ケン・カーヴァー
演 - ケヴィン・タイ、日本語吹替 - 筈見純
カーヴァー保険会社を経営している。ベティとギルバートが不倫行為をしていることを知っているかは不明だが、ギルバートに会うたびに自分のオフィスを訪ねるよう促す。ギルバートへの用とは、彼が保険などに一切加入していないことを心配しての提案だった。
ある日、子供用プールの側で心臓が停止し、身体が硬直したことから頭がプールに水没し、溺死してしまう。
ラムソン
ギルバートの雇い主。妻と2人で小さな食料品店を経営している。最近、町に大きなスーパーマーケットができて客が減ったため、ライバル視している。ギルバートの勤務中はアーニーも店内で過ごすことを許しており、やさしくかまう。
ベッキーの祖母
演 - ペネロープ・ブランニング
自身が運転するキャンピングトレーラー（キャンピングカーのように車内で寝泊まりができる）でベッキーに誘われて放浪の旅をする。ギルバートが住む町を通りかかった時に車が故障したため、車が直るまでの数日間をこの町で過ごす。